# Steenenkruis
Steenenkruis is een buurtschap in de gemeente Tholen. 
Steenenkruis ligt ongeveer een kilometer ten westen van de plaats Tholen, rond de kruising Stenenkruisweg met de Eeweg en de Postweg. Aan de westzijde loopt de Reimerswaalseweg (N659), de noordelijker gelegen Nieuwe Postweg (N286) leidt in oostelijke richting naar de plaats Tholen.
De buurtschap wordt tussen 1837 en 1857 genoemd als Steenekruis. Het omvatte in 1840 drie huizen met 24 inwoners. Het vroegere terpje in de omgeving is bij de herverkaveling afgegraven. Aan het begin van de twintigste eeuw bestond het uit een vijftal boerderijen.
De naam heeft mogelijk te maken met een steen als oud grensbaken. Stenen kruis komt ook in Brabant voor als toponiem. Steenenkruis is mogelijk een verwijzing naar ligging aan de oude steenweg naar Tholen. De buurtschap ligt rond de kruising met de steenweg.
Steden: Sint-Maartensdijk · Tholen

Dorpen: Anna Jacobapolder · Oud-Vossemeer · Poortvliet · Scherpenisse · Sint-Annaland · Sint Philipsland · Stavenisse

Buurtschappen: Botshoofd · De Sluis · Gorishoek · Malland · Molenvliet · Molenwerf · Mosselhoek · Onder de Molen · Oud Kerkhof · Oudeland · De Rand · Rijkebuurt · Schoondorp · Steenenkruis · Strijenham · Westkerke

Zeeland: Steden en dorpen in Zeeland      Nederland: Provincies · Gemeenten